# آلي ميلر (لاعب كرة قدم)
آلي ميلر (بالإنجليزية: Ally Miller)‏ (24 يناير 1936 بغلاسكو في المملكة المتحدة - ) هو لاعب كرة قدم إسكتلندي في مركز جناح ‏. لعب مع نادي دمبرتون ونادي سانت ميرين وهاميلتون أكاديميكال ونادي لانارك الثالث.